# 박성진 (2004년)
박성진(2004년 2월 5일 ~ )은 대한민국의 농구 선수이다. 한국여자프로농구(WKBL) 부산 BNK 썸 소속으로 포지션은 센터이다.

## 경력
2022년 9월에 열린 2022-2023 WKBL 신입선수 선발회에서 1라운드 전체 3순위로 부산 BNK 썸에 지명되었다.